# Trey Kell
George Earl Kell III, znany jako Trey Kell (ur. 5 kwietnia 1996) – amerykański koszykarz, występujący na pozycji rzucającego obrońcy, posiadający także syryjskie obywatelstwo, reprezentant tego kraju, obecnie zawodnik Arged BM Slam Stali Ostrów Wielkopolski.
11 stycznia 2021 dołączył do Arged BM Slam Stali Ostrów Wielkopolski.

## Osiągnięcia
Stan na 3 czerwca 2021, na podstawie, o ile nie zaznaczono inaczej.
NCAA
- - Uczestnik rozgrywek:
  - Final Four turnieju NIT (2016)
  - II rundy turnieju NCAA (2015)
  - turnieju NCAA (2015, 2018)
- Mistrz:
  - turnieju konferencji Mountain West (2018)
  - sezonu regularnego Mountain West (2015, 2016)
- MVP turnieju Mountain West (2018)
- Zaliczony do:
  - I składu:
    - Mountain West (2016)
    - turnieju:
      - Mountain West (2016, 2018)
      - Diamond Head Classic (2017)
      - Maui Invitational (2015)

  - III składu Mountain West (2017)
- Zawodnik kolejki Mountain West (4.03.2018)

Drużynowe
- Mistrz:
  - Polski (2021)[4]
  - Kanady (2019 –  NBL)
- Wicemistrz FIBA Europe Cup (2021)[5]

Indywidualne
- MVP finałów NBL (2019)
- Zaliczony do II składu EBL (2021 przez dziennikarzy)[6]

Reprezentacja
- Uczestnik kwalifikacji do mistrzostw Azji (2020)